# Epipactis heraclea
Epipactis heraclea är en orkidéart som beskrevs av Pierre Delforge och Carolus Adrianus Johannes Kreutz. Epipactis heraclea ingår i släktet knipprötter, och familjen orkidéer.
Artens utbredningsområde är Grekland. Inga underarter finns listade i Catalogue of Life.